# Порт Викторија PV.8
Порт Викторија PV.8 (енгл. Port Victoria P.V.8 Eastchurch Kitten) је британски ловачки авион који је производила фирма Порт (енгл. Port). Први лет авиона је извршен 1917. године. 

Највећа брзина авиона при хоризонталном лету је износила 151 km/h.
Распон крила авиона је био 5,78 метара, а дужина трупа 4,76 метара. Празан авион је имао масу од 154 kg. Нормална полетна маса износила је око 266 kg.

## Наоружање
| Наоружање авиона: Порт Викторија |     |
| Ватрено (стрељачко) наоружање    |     |
| Топ                              |     |
| Митраљез                         |     |
| Број и ознака митраљеза          | 1   |
| Калибар                          | 7,7 |
| Бомбардерско наоружање (бомбе)   |     |
| Ракетно наоружање (ракете)       |     |